# Crazy Little Thing Called Love
«Crazy Little Thing Called Love» (en españolː «Cosita loca llamada amor») es una canción de la banda de rock británica Queen. Fue escrita por Freddie Mercury y fue lanzada como sencillo en 1979, y apareció incluida originalmente en su álbum producido en 1980 The Game, y posteriormente en el álbum recopilatorio de la banda, Greatest Hits en 1981. 
La canción alcanzó el número dos en el  UK Singles Chart en 1979, y se convirtió en el primer sencillo número uno del grupo en el Billboard Hot 100 en los Estados Unidos, sitio donde permaneció durante cuatro semanas consecutivas en 1980. De igual forma, fue número uno en los listados australianos de ARIA durante siete semanas en ese mismo año.
El tema fue el primero del grupo en llegar al primer puesto en las listas norteamericanos, junto con Another One Bites The Dust. En Australia también llegó al número uno, manteniéndose en el mismo puesto durante seis semanas.

## Composición
Mercury escribió la canción en un característico estilo rockabilly, como homenaje a sus ídolos Elvis Presley y Cliff Richard. Según una declaración en la revista Melody Maker, Freddie escribió esta canción durante un «baño de espuma» en el hotel Bayerischer Hof de Múnich, en tan solo diez minutos. La canción fue grabada en el estudio Musicland de esa misma ciudad completamente en menos de una hora (aunque Reinhold Mack asegura que fueron seis horas).

## Vídeo musical
El vídeo musical de la canción fue filmado en Trillion Studios el 22 de septiembre de 1979 y dirigido por Dennis De Vallance con cuatro bailarines y un piso de manos. Se incluyó una versión alternativa en los lanzamientos de DVD y Blu-ray de The Days Of Our Lives.

## Actuaciones en vivo
Inmediatamente después del sencillo, la banda se embarcó en una mini gira por el Reino Unido titulada Crazy Tour.
Cada vez que la canción se tocaba en vivo, la banda agregaba un final de rock sólido que extendía la pista de menos de tres minutos a más de cinco minutos, con May y Mercury proporcionando guitarras adicionales. Un ejemplo de esto está en el CD / DVD Set Live en Wembley '86, donde la canción dura más de seis minutos. El sábado 13 de julio de 1985, Queen interpretó la canción para el concierto benéfico Live Aid de doble sede.

## Lanzamiento individual
El sencillo número "Crazy Little Thing Called Love" fue el número dos en la lista de singles del Reino Unido en 1979, y se convirtió en el primer éxito número uno de Estados Unidos para la banda, superando el Billboard Hot 100 durante cuatro semanas. Fue eliminado del primer lugar en esta tabla por "Another Brick In The Wall, Part II" de Pink Floyd. La canción también encabezó las listas australianas de ARIA durante siete semanas consecutivas desde el 1 de marzo hasta el 12 de abril de 1980. El lanzamiento en el Reino Unido tuvo "We Will Rock You (live)" como el lado B y Estados Unidos, Australia, Canadá tuvieron "Spread Your Wings (live)".

## Créditos
- Escrita por: Freddie Mercury
- Producida por: Queen y Mack
- Músicos:

- Freddie Mercury: voz principal, coros, guitarra acústica y palmas.
- Brian May: solo de guitarra, guitarra eléctrica, guitarra electroacústica de 12 cuerdas, coros, Red Special y palmas.
- John Deacon: bajo, palmas
- Roger Taylor: batería, coros, palmas

Aunque Mercury tocaría una guitarra acústica-eléctrica de doce cuerdas Ovation Pacemaker 1615 y luego una Fender Telecaster eléctrica de seis cuerdas, ambas propiedad de May, en el estudio la grabó con una acústica de seis cuerdas con micrófonos externos. Mercury también tocó el solo de guitarra original en una versión que se perdió o que se ha perdido.

## Gira promocional
Después del lanzamiento del sencillo, Queen inició una pequeña gira promocional —llamada Crazy Tour— por el Reino Unido e Irlanda, que constó de sólo 19 conciertos de giras. Pese a ello, en la actualidad esta gira es considerada como legendaria, debido a que fue en ella donde Freddie alcanzó su mejor rendimiento vocal.
El guitarrista Brian May no tocaba o no tocó la canción en o con su guitarra Red Special, sino que utilizaba una Fender Telecaster negra en toda presentación que realizaba la banda y luego pasaba a tocar la red special. Las guitarras electroacústicas de 12 cuerdas las tocaban Freddie y Brian para que hubiera más volumen; desde el The Works Tour, Freddie Mercury utilizó una Fender Telecaster blanca pero sin distorsión.
Durante el Concierto tributo a Freddie Mercury, la canción fue interpretada por Robert Plant y los miembros restantes de la banda, así como fue la primera presentación en que Brian utilizó su Red Special para tocar el solo de esta canción hasta el final; a partir de aquí, May usaría su Red Special también para esta canción, como cuando acompañó a Bryan Adams o en las giras de Queen + Paul Rodgers. Como dato curioso, en las giras Return of the Champions y Cosmos Rock's varias veces se vio a Paul Rodgers tocar una guitarra electroacústica de 6 cuerdas como solía hacerlo Freddie en sus conciertos, pero Freddie tocaba una de 12 cuerdas.

## Repercusión
La canción fue la primera de Queen en llegar al puesto número 1 en las listas estadounidenses y junto con Another One Bites the Dust, son las únicas canciones de Queen que llegaron al n.º 1 en Estados Unidos. En Australia la canción también llegó al n.º 1, manteniéndose ahí por 7 semanas.

## Apariciones
- Se incluyó en la película Wedding Crashers, aunque no figuró en el álbum de la banda sonora.[4]
- Crazy Little Thing Called Love apareció en el juego Just Dance 3 como canción bailable.
- También figura como canción de los créditos de la película de animación de 2011, Marte necesita madres.
- En 2014 Drake Bell la incluyó en su disco Rockabilly Ready, Steady Go!